# 登録有形民俗文化財
登録有形民俗文化財（とうろくゆうけいみんぞくぶんかざい）は、文部科学大臣によって文化財登録原簿に登録された、保存と活用が特に必要とされた有形の民俗文化財のことである。2004年（平成16年）の文化財保護法改正により、1996年（平成8年）に創設された有形文化財（建造物）の文化財登録制度を拡充し、有形の民俗文化財も登録の対象としたものである。

## 概要

### 登録制度創設、拡充の背景
1996年の文化財保護法改正により、従来の文化財指定制度を補完するものとして、近代の文化財等を保護するため、届出制と指導・助言・勧告を基本とする緩やかな保護措置を講じて、所有者の自主的な保護に期待する文化財登録制度が創設された。この登録制度は、有形文化財のうち建造物について、登録有形文化財制度として先に導入された。
建造物以外の有形の文化財については、生活様式の急激な変化等に伴い残存することが困難な状態にあり、保存と活用のための措置が特に必要とされる近代の文化財が多数存在している。これらは、文化財として一定の価値は認められるものの評価が定着しておらず、直ちに従来の指定制度による指定を行うことは困難であるが、放置しておくと消滅等の可能性が高いことから、早急な保護措置を講ずるため、有形の民俗文化財にも登録制度を拡充した。

### 登録の対象
登録の対象となるものは、原則として近代以降に普及したもので、生活用品、工業製品などの生活文化財である。形態、製作技法等において日本国民の生活文化の特色を示すもので典型的なもの、系統的・網羅的に収集されたコレクションであって地域的特色、技術的特色等を示すものが挙げられる。
この登録制度は指定制度を補完するものであるため、登録対象となる有形の民俗文化財は、重要有形民俗文化財や地方公共団体指定の有形民俗文化財でないものに限られる。登録有形民俗文化財として登録された後、国または地方公共団体の有形民俗文化財として指定を受けた場合は、登録有形民俗文化財としての登録は抹消される。ただし、地方公共団体の有形民俗文化財として指定を受けた場合において、その登録有形民俗文化財について、その保存及び活用のための措置を講ずる必要があり、かつ、その所有者の同意がある場合は、例外的に登録を抹消しないことができる（第90条3項の規定で準用する第59条第2項ただし書）。
2004年の文化財保護法改正においては、登録有形文化財制度の登録の対象に美術工芸品を追加し、記念物（史跡・名勝・天然記念物関係）についても従来の指定制度を補完するものとして登録制度が導入された。登録された記念物は、登録記念物と呼ばれる。

### 登録の基準
「登録有形民俗文化財登録基準」では、登録の基準を次のいずれかに該当するもの、としている。
1. 形態、製作技法、用法等において我が国民の生活文化の特色を示すもので典型的なもの
2. 有形の民俗文化財であって、その目的、内容等が歴史的変遷、時代的特色、地域的特色、技術的特色、生活様式の特色又は職能の様相を示すもの
3. 我が国民以外の人々に係る有形の民俗文化財又はその収集であって、我が国民の生活文化との関連を示すもののうち重要なもの

## 登録有形民俗文化財の一覧
第1回の登録は2006年（平成18年）3月15日付けで行われ、若狭めのうの玉磨用具ほか2件が登録された。2025年（令和7年）3月28日現在、以下の52件が登録されている。

### 北海道・東北地方
- 鷹栖の装蹄用具及び関連資料 399点（北海道 鷹栖町郷土資料館） 2024年3月21日登録 - 生産、生業関係
- 津軽の林業用具 353点 （青森県 中泊町博物館） 2012年3月8日登録 - 生産、生業関係
- 秋田南外の仕事着 341 点（秋田県 大仙市南外民俗資料交流館） 2014年3月10日登録 - 衣食住関係
- 白沢の養蚕関係用具 331点（福島県 本宮市白沢ふれあい文化ホール） 2008年3月13日登録 - 生産、生業関係

### 関東地方
- 常陸大宮及び周辺地域の和紙生産用具と製品 253点（茨城県 常陸大宮市歴史民俗資料館ほか） 2013年3月12日登録 - 生産、生業関係
- 常陸大子のコンニャク栽培用具及び加工用具 146点（茨城県 大子町宮川自然休養村センター） 2014年3月10日登録 - 生産、生業関係
- 前橋の養蚕・製糸用具及び関係資料 633点（群馬県 前橋市蚕糸記念館） 2008年3月13日登録 - 生産、生業関係
- 南牧村の山村生産用具 1,031点（群馬県 南牧村生涯学習センター） 2012年3月8日登録 - 生産、生業関係
- 狭山茶の生産用具 255点（埼玉県 入間市博物館） 2007年3月7日登録 - 生産、生業関係
- 利根川中下流域の川船及び関連用具 656点 （千葉県 千葉県立中央博物館、同大利根分館、千葉県立関宿城博物館） 2025年3月28日登録 - 交通、運輸、通信関係
- 箱根細工の製作用具及び製品 1,677点 （神奈川県 箱根町立郷土資料館） 2018年3月8日登録 - 生産、生業関係

### 中部地方
- 越後の貸鍬用具 266点（新潟県 柏崎市立博物館） 2011年3月9日登録 - 生産、生業関係
- 高岡鋳物の製作用具及び製品 1,561点（富山県 高岡市鋳物資料館） 2011年3月9日登録 - 生産、生業関係
- 氷見及び周辺地域の漁撈用具 2,853 点（富山県 氷見市立博物館、氷見市文化財センター） 2015年3月2日登録 - 生産、生業関係
- 金沢の売薬製造・販売用具 1,067点（石川県 金沢市常盤町緑地土蔵・城北水質管理センター） 2013年3月12日登録 - 生産、生業関係
- 七尾の嫁暖簾 103点（石川県 花嫁のれん館） 2022年3月23日登録 - 人の一生関係
- 若狭めのうの玉磨用具 327点（福井県 福井県立若狭歴史民俗資料館） 2006年3月15日登録 - 生産、生業関係
- 勝沼のぶどう栽培用具及び葡萄酒醸造用具 500点（山梨県 甲州市ぶどうの国文化館） 2006年3月15日登録 - 生産、生業関係
- 諏訪湖の漁撈用具及び船大工用具 904点（長野県 下諏訪町立諏訪湖博物館） 2009年3月11日登録 - 生産、生業関係
- 諏訪の下駄スケートコレクション 130点（長野県 下諏訪町立諏訪湖博物館・赤彦記念館）2023年3月22日登録 - 民俗芸能、娯楽、遊戯関係
- 岐阜提灯の製作用具及び製品 1,004点（岐阜県 岐阜市歴史博物館） 2016年3月2日登録 - 生産、生業関係
- 美濃の陶磁器生産用具及び製品 3,833点（岐阜県 瑞浪市陶磁資料館） 2016年3月2日登録 - 生産、生業関係
- 東子浦の人形芝居用具 101点（静岡県 東子浦区） 2010年3月11日登録 - 民俗芸能、娯楽、遊戯関係
- 大入の花祭用具及び関連資料 194点（愛知県 東栄町立花祭会館） 2013年3月12日登録 - 民俗芸能、娯楽、遊戯関係

### 近畿地方
- 志摩半島の生産用具及び関連資料3,828点（三重県 志摩市歴史民俗資料館・迫塩収蔵庫） 2016年3月2日登録 - 生産、生業関係
- 琵琶湖の漁撈用具及び船大工用具 2,437点 （滋賀県 滋賀県立琵琶湖博物館） 2018年3月8日登録 - 生産、生業関係
- 甲賀売薬の製造・販売用具 2,488点（滋賀県 甲賀市くすり学習館） 2023年3月22日登録 - 交易関係
- 田上の衣生活資料 1,358点 （滋賀県 田上郷土資料館） 2019年3月28日登録 - 衣食住関係
- 京都の郷土人形コレクション 3,845点（京都府 博物館さがの人形の家） 2011年3月9日登録 - 民俗芸能、娯楽、遊戯関係
- 亀岡の寒天製造用具 517点（京都府 亀岡市文化資料館） 2012年3月8日登録 - 生産、生業関係
- 丹後半島の漁撈用具888点（京都府 京都府立丹後郷土資料館） 2016年3月2日登録 - 生産、生業関係
- 宇治茶の生産・販売用具 397点（京都府 宇治市歴史資料館） 2022年3月23日登録 - 生産、生業関係
- 播州三木の鍛冶用具と製品 624点（兵庫県 三木市立金物資料館） 2013年3月12日登録 - 生産、生業関係
- 武庫川女子大学近代衣生活資料 9,092点（兵庫県 武庫川学院芸術館） 2020年3月16日登録 - 衣食住関係
- 高野山奉納小型木製五輪塔及び関連資料 12,312点（和歌山県 圓通寺（高野山霊宝館））2021年3月11日登録 - 信仰関係

### 中国地方
- 佐治の板笠製作用具及び製品 107点（鳥取県 鳥取市佐治歴史民俗資料館） 2010年3月11日登録 - 生産、生業関係
- 倉吉の千歯扱き及び関連資料 212 点（鳥取県 倉吉博物館） 2015年3月2日登録 - 生産、生業関係
- 鳥取の二十世紀梨栽培用具 1,104 点（鳥取県 鳥取二十世紀梨記念館） 2015年3月2日登録 - 生産、生業関係
- 雲州そろばんの製作用具 143点（島根県 雲州算盤伝統産業会館） 2006年3月15日登録 - 生産、生業関係
- 出雲の藍板締め染め用具及び製品 2,617点（島根県 島根県立古代出雲博物館） 2010年3月11日登録 - 生産、生業関係
- 島根半島沿岸及び宍道湖・中海の漁撈用具 1,598点（島根県 島根歴史民俗資料館・松江宍道蒐古館） 2024年3月21日登録 - 生産、生業関係
- 北木島の石工用具 199点（岡山県 笠岡市立北木中学校北木石記念室） 2014年3月10日登録 - 生産、生業関係
- 郷原漆器の製作用具 557点（岡山県 真庭市川上歴史民俗資料館） 2007年3月7日登録 - 生産、生業関係
- 鞆の鍛冶用具及び製品 567点（広島県 福山市鞆の浦歴史民俗資料館） 2021年3月11日登録 - 生産、生業関係
- 豊北の漁撈用具 3,867点（山口県 下関市人類学ミュージアム資料収蔵室） 2012年3月8日登録 - 生産、生業関係

### 四国地方
- 阿波木偶の門付け用具 163点（徳島県 芝原生活文化研究所） 2009年3月11日登録 - 民俗芸能、娯楽、遊戯関係
- 丸亀うちわの製作用具及び製品 487点（香川県 丸亀市立資料館・丸亀市うちわの港ミュージアム ）2011年3月9日登録 - 生産、生業関係
- 東かがわの手袋製作用具及び製品 721点（香川県 香川のてぶくろ資料館・香川のてぶくろ資料館収蔵庫） 2014年3月10日登録 - 生産、生業関係
- 讃岐六条の水車及び関連用具 1件、348点（香川県 高原水車友の会） 2016年3月2日登録 - 生産、生業関係

### 九州地方・沖縄
- 玄界灘の漁撈用具及び船大工用具 1,309点（福岡県 宗像市民俗資料館） 2010年3月11日登録 - 生産、生業関係
- 別府の湯突き用具 394点（大分県 野口ふれあい交流センター） 2020年3月16日登録 - 生産、生業関係
- 竹富島の生活用具 842点（沖縄県 喜宝院蒐集館） 2007年3月7日登録 - 衣食住関係

## 登録を抹消されたもの
- 与論島の生産・生活用具 1,094点（鹿児島県 個人） 2011年3月9日登録 - 衣食住関係 - 2014年2月6日付で与論町指定有形文化財となり、同日登録抹消[3]
- 伊達地方の養蚕関係用具 2,530点（福島県 伊達市保原歴史文化資料館） 2008年3月13日登録 - 生産、生業関係 - 2019年3月28日、重要有形民俗文化財「伊達の蚕種製造及び養蚕・製糸関連用具」指定のため、同日登録抹消
- 行田の足袋製造用具及び製品 4,971 点（埼玉県 行田市郷土博物館） 2015年3月2日登録 - 生産、生業関係 -2020年3月16日、重要有形民俗文化財「行田の足袋製造用具及び関係資料 5,484点」指定のため、同日登録抹消
- 上尾の摘田・畑作用具 521点（埼玉県 上尾市文化財資料室） 2016年3月2日登録 - 生産、生業関係 -2021年3月11日、重要有形民俗文化財「上尾の摘田・畑作用具 750点」指定のため、同日登録抹消
- 陸前高田の漁撈用具 2,045点（岩手県 陸前高田市立博物館） 2008年3月13日登録 - 生産、生業関係 -2023年3月22日、重要有形民俗文化財「陸前高田の漁撈用具 3,028点」指定のため、同日登録抹消